# 福井県道177号山奥九十九橋線
福井県道177号山奥九十九橋線（ふくいけんどう177ごう やまおくつくもばしせん）は福井県福井市内に終始する主要地方道同士を結ぶ一般県道である。別名は公園通り。

## 路線概要
福井市中心部に網の目上に指定されている県道の一つで、周囲の県道と合わせて福井市の交通を包括的に担っている。また別名である「公園通り」の名の通り、足羽山公園へのアクセスも担っている県道でもある。並行する路線もあるが、市内の道路は全体的に混雑するので交通量を互いに分散しあうという意味でも重要な路線といえるだろう。

### 路線データ
- 起点：福井県福井市西木田
- 終点：同市つくも

## 道路状況
全線を通してこの周囲の他の県道より、若干ではあるが交通量は少なめである。郊外から市内へ向かう路線ということもあるのだろう。市街地の県道らしく片側1車線に歩道も整備された走りやすい県道であり、県庁所在地の交通を担うに足る路線である。また沿線に博物館や植物園などがあるため、休日になると交通量が増える事を頭に入れておきたい道路である。

## 別名
- 公園通り（福井市）

## 接続路線
- 福井県道28号福井朝日武生線＜公園通り＞（福井市みのり二丁目・山奥町交差点、起点）
- 福井県道6号福井四ヶ浦線＜北方向：中央大通り、西方向：公園通り＞（福井市つくも一丁目・久保町交差点、終点）

## 沿線
- 足羽山公園
- 藤島神社
- 愛宕坂茶道美術館
- 橘曙覧記念文学館
- 九十九橋